# L'Obscène Oiseau de la nuit
L'Obscène Oiseau de la nuit (El obsceno pajaro de la noche) est un roman de l'écrivain chilien José Donoso paru en 1970.

## Résumé
D'après Hector Bianciotti, José Donoso s'inspire d'un événement vécu (la vision fugitive d'un enfant difforme dans une voiture de luxe) et d'une légende remontant au XVIIIe siècle et qui concerne les Aizcoitia, une grande famille de propriétaires. Inés, leur seule fille parmi dix enfants, était une sorcière ; ils l'ont fait enfermer dans une couvent pour recluses où elle finit sa vie en sainte. Dans le roman, cette institution, délabrée, existe toujours et y vivent des vieilles femmes dont on ne sait si elles sont des domestiques, des guérisseuses ou des sorcières. Le dernier descendant des Azcoitia, Don Jerónimo, n'a pas d'enfant, et une sorcière intervient pour faire naître un fils. Celui-ci est difforme. Pour le protéger, Jerónimo crée dans un de ses vastes domaines une société de monstres où la difformité est vécue comme étant la normalité.

## Analyse
Le récit est raconté par Humberto Peñaloza, dit "El Mudito" (le petit muet), qui a de multiples personnalités contradictoires : garçon malingre, vieille sorcière lui-même, sourd-muet, bébé/adulte, écrivain qui n'arrive pas à écrire, secrétaire de Jerónimo de Azcoitia avec lequel il peut s'identifier.
Selon le site Memoria Chilena (Bibliothèque nationale du Chili), L' obscène oiseau de la nuit a été vu par la critique comme un texte où les obsessions inconscientes et les fantasmes de Donoso ont été projetés  par l'écrivain dans toutes ses pages. En outre, le roman est considéré comme une œuvre post-moderne, car il s'oppose à une vision rationnelle du monde. Il met en scène un univers chaotique où les discours sont constamment relativisés et critiqués ; la notion de temps chronologique y est constamment perturbée. L'écrivain et critique chilienne Diamela Eltit considère que le roman est «psychique» et présente une hallucination sociale. L'obscène Oiseau de la Nuit est un défi aux conventions, et présente les désirs, les antagonismes, les dépendances et les servitudes sociales qui se traduisent par leurs effets sur les corps.

## Témoignages d'écrivains
- Par Mario Vargas Llosa : « Il écrivait à cette époque son roman le plus ambitieux, L'Obscène Oiseau de la nuit, et, secondé jusqu'à l'héroïsme par Maria del Pilar[3], il revivait et souffrait dans sa propre chair les manies, les traumatismes, les délires et baroques excentricités de ses personnages. »[4].
- Par Jorge Edwards : « José Donoso, l'auteur de L'Obscène oiseau de la nuit, du Lieu sans limites, du Jardin d'à côté, entre beaucoup d'autres classiques de la littérature contemporaine en langue espagnole. »[5]
- Par  l'écrivain péruvien Jorge Eduardo Benavides : « Parmi tous les grands romans parus en Amérique hispanique pendant les fertiles années appelées le Boom latino-américain, il en est un particulièrement étonnant qui est passé quasiment inaperçu à sa sortie à côté des autres grands (Marelle, Conversation à la Cathédrale, Peau neuve, Cent ans de solitude), aussi discrètement que son auteur entre les "phares" (Julio Cortázar, Mario Vargas Llosa, Carlos Fuentes, García Márquez) qui leur donnèrent vie. Je me réfère bien sûr à L'Obscène oiseau de la nuit du chilien José Donoso, un roman superbement proustien dans lequel il nous donne une histoire aussi séduisante qu'abyssale. »[6]

## Récompenses
- Le roman aurait dû obtenir le prix Biblioteca Breve, mais le prix n'a pas été attribué en 1970 pour raisons économiques[7].
- Considéré comme l'un des chefs-d'œuvre de la littérature hispano-américaine, L'Obscène Oiseau de la nuit est cité parmi « Les cent meilleurs romans en espagnol du XXe siècle » choisis par les lecteurs et les critiques d'El Mundo (janvier 2001)[8].

## Éditions
- Édition originale : El obsceno pájaro de la noche, Seix Barral, 1970
- Édition française : L'Obscène Oiseau de la nuit, trad. Didier Coste, Éditions du Seuil, 1972